# Ana María Muñoz Amilibia
Ana María Muñoz Amilibia (San Sebastián, 1 de enero de 1932-Madrid, 9 de junio de 2019) fue una prehistoriadora y arqueóloga española. Licenciada en Filosofía y Letras, sección de Historia de la Universidad de  Barcelona. Becada por el CSIC en la Escuela Española de Historia y Arqueología en Roma. Recibió en 1964 el grado de doctora con Premio Extraordinario por la Universidad de Barcelona gracias a la tesis titulada La Cultura de los sepulcros de fosa en el nordeste de España y sus relaciones. Es pionera por los trabajos realizados en pro de los estudios históricos de la Región de Murcia tras ingresar en la Universidad de Murcia en 1975, donde permaneció hasta 1990, y donde llegó a ser catedrática de Arqueología, Epigrafía y Numismática y directora del Departamento de Prehistoria y Arqueología. Desde 1990 fue catedrática de Prehistoria de la Universidad Nacional de Educación a Distancia hasta su jubilación en 1998.

## Excavaciones
Realizó una gran cantidad de trabajos de campo a lo largo de su carrera, entre los que se encuentran:
- Cueva de los Murciélagos (Zuheros, Córdoba), 1969.[7]
- Cerro del Minguillar (Jaén), antigua Iponoba, 1974-1978.
- Complejo ibérico de Coimbra del Barranco Ancho (Jumilla, Murcia), 1977-1985.
- Poblado eneolítico del Cabezo del Plomo, 1979, 1980, 1984 y 1985.

## Publicaciones
Muñoz Amilibia tiene una extensa obra, tanto de artículos de revistas científicas como de obras propias y colectivas, algunas de ellas son:
- Ana María Muñoz Amilibia, Victoria Cabrera Valdés, Ana Fernández Vega, Sergio Ripoll López, Amparo Hernando Grande, Mario Menéndez Fernández y Eduardo Ripoll Perelló (2001). Prehistoria (Tomo I). sexta reimpresión 2006 (primera edición). Lerko Print, S.A. Universidad Nacional de Educación a Distancia (UNED). ISBN 84-362-4399-4 Obra completa.

- Muñoz Amilibia, A.Mª. (1990). «Historia de la Arqueología en Lorca.». Historia de Lorca. Lorca.
- Conde Guerri, Elena. (1990): «Ana María Muñoz Amilibia: El Cursus Honorum». Anales de Prehistoria y Arqueología. Secretariado de Publicaciones, 5-6.3-8. Universidad de Murcia.